# 海绵精干蟹
海绵精干蟹（学名：Iphiculus spongiosus）为玉蟹科精干蟹属的动物。分布于日本、印度尼西亚、菲律宾、新加坡、泰国湾、安达曼、印度、红海以及中国大陆的广东、海南等地，生活环境为海水，常栖息于25-160米深的粉质软泥或粗沙底。